# Сочинський морський торговельний порт
Сочинський морський торговельний порт (рос. Сочинский морской торговый порт) — морський порт, основним напрямком роботи якого є морські пасажирські перевезення. Повне найменування — Відкрите акціонерне товариство «Сочинський морський торговельний порт». Штаб-квартира — у Центральному районі міста Сочі, Краснодарський край, Росія.

## Діяльність
Основний напрямок роботи підприємства — регулярні морські пасажирські перевезення і круїзний туризм на Чорноморському узбережжі Росії. Тут же розміщуються прикордонна, митна та імміграційна служби порту.
З 2002 року — є членом Асоціації Середземноморських Круїзних Портів «Медкруз».
Два пасажирські причали порту загальною довжиною 330 м здатні приймати судна довжиною до 220 м з осадкою до 8,5 м. Порт не замерзає, навігація триває цілий рік. Через нього здійснюється пасажирське сполучення з Поті та Батумі, вантажно-пасажирське сполучення з турецькими портами Трабзон і Стамбул.
Для приймання та обробки вантажів і автотранспорту порт має суховантажний і автопоромний причали. Суховантажний причал здатний приймати судна довжиною до 135 м, з осадкою до 6 м і оснащений двома портальними кранами вантажністю по 10 тонн кожен. Автопоромний причал призначений для обробки суден із кормовою апареллю.
Сочинський порт не пов'язаний із залізницею. Найближча залізнична станція розташована за три кілометри. Вивезення вантажів з порту та їх доставлення в порт здійснюється автомобільним транспортом. Порт закритий для нафтоналивних суден.
Морський порт має великий вокзальний комплекс, який був побудований 1955 року архітектором Каро Алабяном. 1 травня 2008 року на площі біля мілководного причалу морського порту було відкрито пам'ятник Петру I. Міжнародний павільйон термінала має пропускну здатність до 350 осіб на годину. Є магазин Duty Free.
Внутрішньоросійські лінії прямують до Анапи. Міжнародні лінії з'єднують Сочі з такими містами, як Сухумі, Поті, Трабзон, Самсун, Стамбул. Щорічно в порт заходить 40 міжнародних круїзних лайнерів (2007).